# توچینکی
توچینکی (به لاتین: Tuszynki) یک منطقهٔ مسکونی در لهستان است که در Gmina Bukowiec واقع شده‌است.

## خصوصیات
توچینکی ۱۰۲ نفر جمعیت دارد.